# Hills and Dales (Ohio)
Pour les articles homonymes, voir Hills and Dales.
Hills and Dales est un village américain situé dans le comté de Stark, dans l'Ohio. Selon le recensement de 2010, sa population est de 221 habitants.